# Lgota Wielka (gromada)
Lgota Wielka – dawna gromada, czyli najmniejsza jednostka podziału terytorialnego Polskiej Rzeczypospolitej Ludowej w latach 1954–1972.
Gromady, z gromadzkimi radami narodowymi (GRN) jako organami władzy najniższego stopnia na wsi, funkcjonowały od reformy reorganizującej administrację wiejską przeprowadzonej jesienią 1954 do momentu ich zniesienia z dniem 1 stycznia 1973, tym samym wypierając organizację gminną w latach 1954–1972.
Gromadę Lgota Wielka siedzibą GRN w Lgocie Wielkiej utworzono – jako jedną z 8759 gromad na obszarze Polski – w powiecie radomszczańskim w woj. łódzkim, na mocy uchwały nr 36/54 WRN w Łodzi z dnia 4 października 1954. W skład jednostki weszły obszary dotychczasowych gromad Lgota Wielka, Dąbrówka Lgocka, Wiewiórów Prywatny i Wiewiórów Szlachecki ze zniesionej Brudzice oraz obszary dotychczasowych gromad Długie, Woźniki wieś i Woźniki kolonia oraz zachodnia część (po linii drogi Stawskiego) dotychczasowej gromady Wiewiórów Rządowy ze zniesionej gminy Dobryszyce w tymże powiecie. Dla gromady ustalono 23 członków gromadzkiej rady narodowej.
1 stycznia 1959 do gromady Lgota Wielka przyłączono wieś Krzywanice oraz kolonie Pieńki Krzywańskie i Otocze z gromady Wiewiec w powiecie pajęczańskim.
31 grudnia 1959 do gromady Lgota Wielka przyłączono wieś i kolonię Brudzice i osadę Hulanka ze zniesionej gromady Brudzice oraz wieś Wola Blakowa, wieś Antoniew i kolonię Wrzesina ze zniesionej gromady Wola Blakowa.
Gromada przetrwała do końca 1972 roku, czyli do kolejnej reformy gminnej. 1 stycznia 1973 w powiecie radomszczańskim utworzono gminę Lgota Wielka.